# John Bigler
John Bigler, född 8 januari 1805 i Carlisle, Pennsylvania, död 29 november 1871 i Sacramento, Kalifornien, var en amerikansk politiker och den tredje guvernören i delstaten Kalifornien från 8 januari 1852 till 9 januari 1856. Hans yngre bror William Bigler var guvernör i Pennsylvania 1852-1855.
När Bigler 1848 hörde om guldruschen i Kalifornien, bestämde han sig för att flytta västerut. Han anlände 1849 i Sacramento men hittade inte arbete som advokat där. Efter olika jobb bestämde han sig för att satsa på en politisk karriär. Han blev snabbt ledamot av California State Assembly, underhuset i delstatens lagstiftande församling och redan 1850 avancerade han där till talman. I guvernörsvalet följande år vann han knappt som demokraternas kandidat mot whigpartiets Pierson B. Reading. Som guvernör ville Bigler speciellt försvåra invandringen från Kina. Under Biglers tid som guvernör flyttades Kaliforniens huvudstad till Sacramento.
Biglers grav finns på Sacramento City Cemetery i Sacramento.